# Prêmio Laureus do Esporte Mundial pela carreira
O Prêmio Laureus do Esporte Mundial pela carreira (em inglês:  Laureus Lifetime Achievement Award) é um prêmio que homenageia as realizações daqueles indivíduos que fizeram uma contribuição significativa para o mundo dos esportes. Foi concedido pela primeira vez em 2000 como um dos prêmios inaugurais apresentados durante o Prêmio Laureus do Esporte Mundial. Os prêmios são apresentados pela Laureus Sport for Good Foundation, uma organização global envolvida em mais de 150 projetos de caridade apoiando cerca de 500 000 jovens. A primeira cerimônia foi realizada em 25 de maio de 2000 em Monte Carlo, na qual Nelson Mandela fez o discurso de abertura. O destinatário é presenteado com uma estatueta Laureus, criada pela Cartier SA, em uma cerimônia de premiação anual realizada em vários locais ao redor do mundo. Embora a cerimônia do Prêmio Laureus seja realizada anualmente, o Prêmio pela Carreira não é necessariamente apresentado todas as vezes; é um dos vários prêmios discricionários que podem ser dados pela Laureus World Sports Academy. Os prêmios são considerados de alto prestígio e são frequentemente referidos como o equivalente esportivo dos "Oscars".
O primeiro Prêmio Laureus pela carreira foi entregue ao jogador brasileiro de futebol Pelé. Desde então, treze prêmios adicionais foram dados a indivíduos, todos homens, com exceção da atleta marroquina Nawal El Moutawakel (2010). Os jogadores de futebol receberam mais prêmios do que qualquer outro esporte, com cinco, e apenas a Grã-Bretanha possui múltiplos vencedores, com três: Steve Redgrave (2001), Bobby Charlton (2012) e Sebastian Coe (2013). Dois indivíduos foram homenageados postumamente: o velejador da Nova Zelândia Peter Blake, que foi morto a tiros por piratas no rio Amazonas em dezembro de 2001; e Arne Næss Jr., um montanhista norueguês, que morreu em um acidente em uma escalada na África do Sul quatro meses antes da cerimônia de 2004. O vencedor mais recente foi a tenista norte-americana Billie Jean King, que ganhou o prêmio na cerimônia do Prêmio Laureus de 2021, em Sevilha, Espanha.

## Vencedores
| † | Indica uma premiação póstuma |

| Ano  | Imagem                      | Vencedor            | Nacionalidade       | Esporte             | Ref    |
| ---- | --------------------------- | ------------------- | ------------------- | ------------------- | ------ |
| 2000 | Pelé em 2008                | Pelé                | Brasil              | Futebol             | [ 10 ] |
| 2001 | Steve Redgrave em 2011      | Steve Redgrave      | Reino Unido         | Remo                | [ 14 ] |
| 2002 | –                           | Peter Blake †       | Nova Zelândia       | Vela                | [ 15 ] |
| 2003 | Gary Player em 2008         | Gary Player         | África do Sul       | Golfe               | [ 16 ] |
| 2004 | –                           | Arne Næss Jr.†      | Noruega             | Montanhismo         | [ 17 ] |
| 2005 | Não houve premiação         | Não houve premiação | Não houve premiação | Não houve premiação | [ 18 ] |
| 2006 | Johann Cruyff em 1974       | Johan Cruyff        | Países Baixos       | Futebol             | [ 19 ] |
| 2007 | Franz Beckenbauer em 2014   | Franz Beckenbauer   | Alemanha            | Futebol             | [ 20 ] |
| 2008 | Sergey Bubka em 2013        | Sergey Bubka        | Ucrânia             | Atletismo           | [ 21 ] |
| 2009 | Não houve premiação         | Não houve premiação | Não houve premiação | Não houve premiação | [ 22 ] |
| 2010 | Nawal El Moutawakel em 2009 | Nawal El Moutawakel | Marrocos            | Atletismo           | [ 11 ] |
| 2011 | Zinedine Zidane em 2015     | Zinedine Zidane     | França              | Futebol             | [ 23 ] |
| 2012 | Bobby Charlton em 2010      | Bobby Charlton      | Reino Unido         | Futebol             | [ 24 ] |
| 2013 | Sebastian Coe em 2012       | Sebastian Coe       | Reino Unido         | Atletismo           | [ 25 ] |
| 2014 | Não houve premiação         | Não houve premiação | Não houve premiação | Não houve premiação | [ 26 ] |
| 2015 | Não houve premiação         | Não houve premiação | Não houve premiação | Não houve premiação | [ 27 ] |
| 2016 | Niki Lauda em 2014          | Niki Lauda          | Áustria             | Automobilismo       | [ 28 ] |
| 2017 | Não houve premiação         | Não houve premiação | Não houve premiação | Não houve premiação | [ 29 ] |
| 2018 | Edwin Moses em 2008         | Edwin Moses         | Estados Unidos      | Atletismo           | [ 30 ] |
| 2019 | Arsene Wenger em 2007       | Arsène Wenger       | França              | Futebol             | [ 31 ] |
| 2020 | Dirk Nowitzki em 2019       | Dirk Nowitzki       | Alemanha            | Basquetebol         | [ 32 ] |
| 2021 | Billie Jean King em 2011    | Billie Jean King    | Estados Unidos      | Tênis               | [ 2 ]  |
| 2022 | Billie Jean King em 2011    | Tom Brady           | Estados Unidos      | Futebol americano   | [ 33 ] |
| 2023 | Não houve premiação         | Não houve premiação | Não houve premiação | Não houve premiação | —      |
| 2024 | Não houve premiação         | Não houve premiação | Não houve premiação | Não houve premiação | —      |